# Посада-Новоміська
Поса́да-Новомі́ська — село в Україні, у Самбірському районі Львівської області. Населення становить понад 500 осіб (1921 року — 1463 осіб).

## Загальні відомості
У селі є школа початкова на 60 місць, народний дім на 100 місць, бібліотека, два магазини, церква Вознесіння Господнього ПЦУ. 
Відстань до районного центру становить 35 км, до пожежної частини - 4 км, до лікарні - 1 км, до місцевої ради - 1 км, до обласного центру - 102 км. 

## Цікаві факти
- На південній околиці села на схилі гори Радич розташовані залишки земляних валів городища X—XI ст. В народі це місце називають «Спалисько».
- Через південно-східну околицю села проходить Головний європейський вододіл.